# エリザベート・コーレバ
エリザベート・コーレバ（英語：Elizabeth Koleva、1972年11月11日 - ）は、ブルガリアの元新体操選手。
1980年代後半、ブルガリア新体操の女王ビアンカ・パノバ、アドリアナ・ドナフスカと同時期に活躍した選手。
1988年の欧州選手権大会では個人総合優勝・種目別も全種目制覇の完全優勝（全演技で10点満点）を飾っているが、国内での選考では、パノバ・ドナフスカに次ぐ３番手の座となることが多く、ソウルオリンピックにはリザーブとなる。
その後のブルガリア新体操界を担うものと目されたが、持病の影響で引退を余儀なくされた。
現在はコーチとして活躍中。

## 略歴
- 1987年、欧州ジュニア選手権大会、（個人総合1位、種目別：ロープ・フープ・リボン・ボール1位。全種目10点満点）。
- 1987年、世界新体操選手権大会、（個人総合2位、種目別：リボン3位、クラブ4位）。
- 1988年、欧州選手権大会、（個人総合1位、種目別：ロープ1位、クラブ3位）。